# Alberto Undiano Mallenco
Alberto Undiano Mallenco (født 8. oktober 1973 i Pamplona, Spanien) er en spansk fodbolddommer. Han har dømt internationalt under det internationale fodboldforbund FIFA siden 2004, hvor han er placeret i den europæiske dommergruppe. Han debuterede i den bedste spanske række Primera División i 2000 som 26 årig, hvilket gør ham til den yngste nogensinde i den spanske liga.
Ved siden af den aktive dommerkarriere arbejder Mallenco som sociolog .

## Karriere

### VM 2010
Mallenco deltog ved VM 2010 i Sydafrika, hvor det blev til 3 kampe.
- Tyskland –  Serbien (gruppespil)
- Nordkorea –  Elfenbenskysten (gruppespil)
- Holland –  Slovakiet (ottendedelsfinale)

## Kampe med danske hold
- Den 29. maj 2006 dømte Mallenco kampen mellem Danmark og Ukraine i gruppespillet ved EM for U-21-landshold. En kamp som Ukraine vandt 2-1.